# La Courneuve
La Courneuve je město v severovýchodní části metropolitní oblasti Paříže ve Francii v departmentu Seine-Saint-Denis a regionu Île-de-France. Od centra Paříže je vzdálené 8,3 km.

## Geografie
Sousední obce: Saint-Denis, Aubervilliers, Stains, Bobigny, Le Bourget, Dugny, Drancy a Pantin.

## Vývoj počtu obyvatel
Počet obyvatel

## Transport
La Courneuve je dostupné linkou 7 pařížského metra, linkou RER B a autobusy RATP.

## Partnerská města
- Ocotal, Nikaragua
- Prešov, Slovensko
- Vitulazio, Itálie
- Yako, Burkina Faso